# Босиљка Валић
Босиљка Валић-Јованчић (Велико Градиште, 30. април 1897. – Београд, 1971.) била је српска сликарка.

## Биографија
Босиљка Валић-Јованчић је похађала Академију ликовних уметности у Прагу (1919–1922). Била је на специјализацији код професора Влаха Буковца (шест семестара 1922–1924) и код професора Максимилајан Пирнера (четири семестра 1924–1925).
Босиљка Валић-Јованчић је имала неколико самосталних и колективних изложби. 1933. године имала је самосталну изложбу у павиљону Цвијета Зузорић. Изложила је 38 слика, уља на платну.